# Schulhaus Champagne

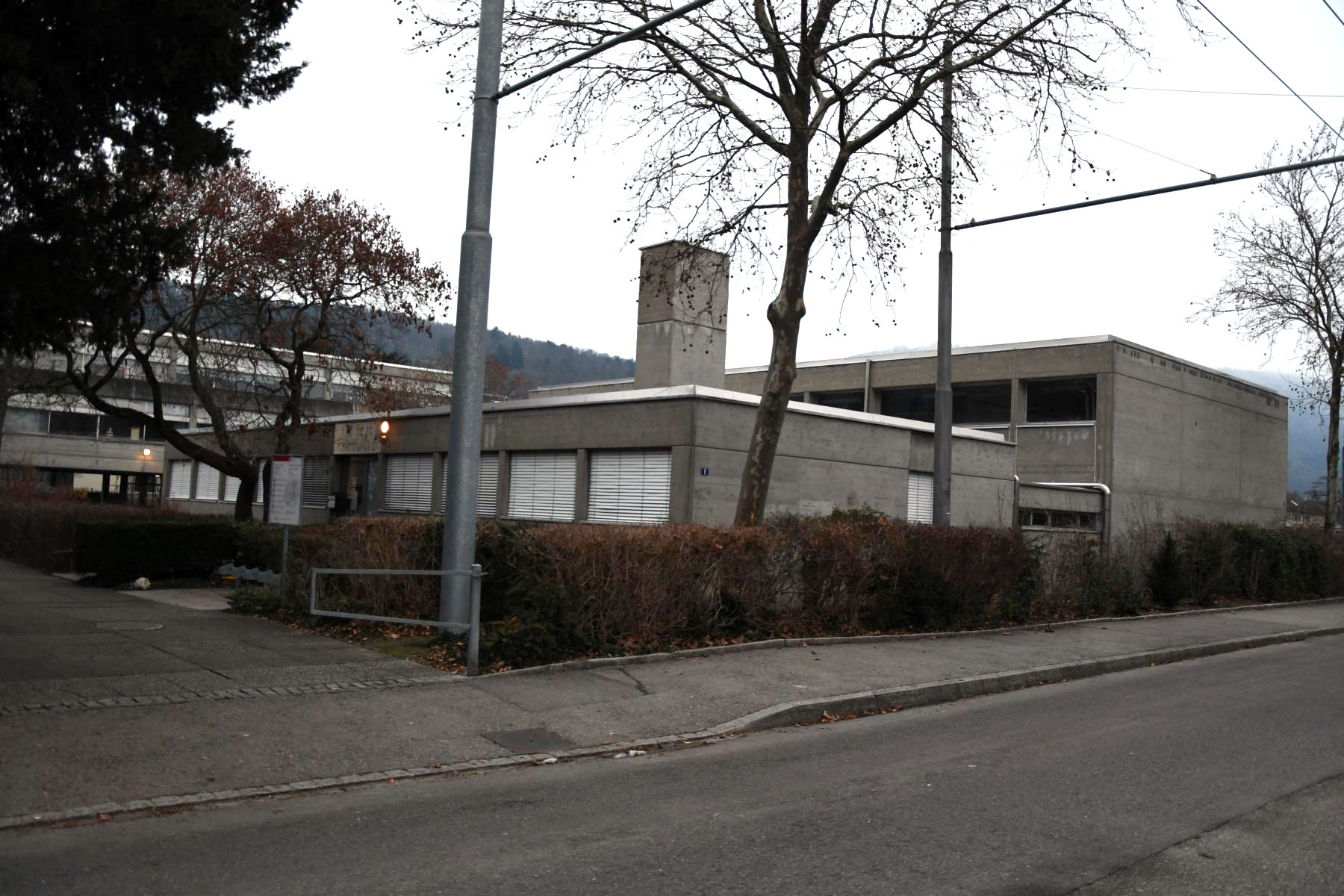
Turnhalle und ehemalige Hausdienstwohnung, im Hintergrund das Schulhaus Champagne

Das Schulhaus Champagne, Champagneallee 1  in Biel/Bienne im Kanton Bern in der Schweiz, wurde ab 1960 im Auftrag der Einwohnergemeinde Biel vom Architekten Max Schlup entworfen und 1962 fertiggestellt. Die Anlage ist ein Denkmalobjekt und wurde im kantonalen Bauinventar als «schützenswert» eingestuft. Mit Vertrag vom 24. September 2012 steht der Komplex formell unter Schutz. Eine Schulerweiterung auf einem nordöstlichen Grundstück ist in Vorbereitung.

## Lage
Im Bieler Stadtquartier «Champagne», einem Mischgebiet mit Wohnungen und Gewerbe im Nordosten des Stadtzentrums, befindet sich diese Primarschule. Sie liegt an der Ecke Champagneallee und Falkenstrasse. Gegenüber der Schule liegt an der Falkenstrasse der Parkplatz Gurzelen. An der Champagneallee im Südosten befindet sich die Turnhalle. Zwischen beiden Gebäuden befindet sich der Schulhof. Im Nordosten der Schule liegt das Hochhaus Falkenstrasse 35. Die Eisenplastik «Grosse Aggression» aus dem Jahr 1962 von Bernhard Luginbühl steht auf dem Pausenhof.

## Geschichte
Der Planungsprozess begann Mitte der 1950er Jahre mit der Untersuchung in drei Planungsvarianten. Das heutige Gebäude wurde ab 1960 geplant und 1962 fertiggestellt. Die Unterschutzstellung von der kantonalen Denkmalpflege erfolgte 2012. Fehlende Nutzungen wurden in einem temporären Erweiterungsbau (Planung und Bau 2016/17) des Architekturbüros Verve Architekten untergebracht. Der provisorische Bau für acht Klassen wurde in Holzmodulbauweise errichtet. Prägend für die Gestaltung sind die Aussentreppen, die der Fassade eine plastische Gliederung vorschalten. Er soll acht Jahre vor Ort verbleiben und danach an anderer Stelle genutzt werden. Der Projektwettbewerb für einen Neubau wurde als offener Architekturwettbewerb im April 2019 ausgeschrieben. Der Siegerentwurf von «Topotek 1 Architektur» überbaut die Parzelle mit dem Sportplatz nordöstlich neben den Bestandsgebäuden. Dazwischen liegt eine grosszügige Freifläche.

## Beschreibung
Das dreigeschossige Schulgebäude, das über einem Bunker steht, bildet mit seiner horizontalen Ausrichtung einen Kontrast zum benachbarten Hochhaus. Es ist aufgeständert, und das Aussengelände zieht sich unter das Gebäude. Die tragenden Stützen, zwei verglaste Erschliessungskerne und ein Kindergarten liegen im Erdgeschoss. Darüber befindet sich, getragen von einer Sichtbeton-Rippen-Gitterstruktur, ein langgezogener Quader mit Klassenräumen auf der Südostseite. Er wird über ein Fensterband belichtet. Die Fassade des 1. Obergeschosses im Nordwesten nimmt den Stützenrhythmus auf. Hinter dieser Fassade befinden sich die Nebenräume. Das ähnlich gestaltete 2. Obergeschoss springt in der Flucht weit zurück. Über Freitreppen aus Kunststein mit Geländern aus glatten, breiten Holzprofilen gelangt man in die Obergeschosse. Die Fassadenbauteile aus Metall wurden sehr filigran gegen die Massivbauteile gesetzt. Die glatten Aluminiumfensterrahmen, der Sonnenschutz und die feinen Geländer der Dachterrasse bilden einen starken Kontrast zum rauen Sichtbeton. Die horizontale Brettschalung zeichnet sich im Beton ab, gibt ihm Struktur und unterstreicht die Horizontalbetonung des Entwurfs.
Bei der zweigeteilten Sporthalle liegt der Hallenbereich über den Funktionsräumen. Die Fassade im Nordosten ist in liegenden Formaten verglast. Gegenüber wird die Fassade über ein Fensterband belichtet. Auch die Stirnseiten und die Decken verfügen über Belichtungen.
Im Bestandsgebäude sind acht Primarklassen und eine Kindergartengruppe untergebracht. In der früheren Wohnung für den Hausdienst befindet sich die Tagesschule.